# André Remacle
 (novembre 2014).
Si vous disposez d'ouvrages ou d'articles de référence ou si vous connaissez des sites web de qualité traitant du thème abordé ici, merci de compléter l'article en donnant les références utiles à sa vérifiabilité et en les liant à la section « Notes et références ».
Pour les articles homonymes, voir Remacle.
André Remacle, né et mort à Marseille (3 avril 1910 - 15 juillet 1995), est un journaliste et écrivain français.

## Biographie
Initié dès son plus jeune âge au journalisme par son père directeur du Soleil, un grand quotidien local de Marseille, André Remacle devient journaliste à vingt ans en apprenant le métier sur le tas. Lors de cet apprentissage, il se découvre une passion pour la politique qu'il découvre au contact de gens comme Émilienne Tassot ou des militants communistes comme Frédéric Roux-Zola et André Bailet.
Il épouse en octobre 1938 Rose Agostini et a en juillet 1939 un fils Michel qui sera un responsable de Clarté et de l'UEC.
Il adhère au Parti communiste français en juin 1940. Résistant de la première heure, tout en continuant de travailler pour le journal Marseille Matin qui lui sert de couverture et de boîte aux lettres pour ses camarades résistants, il œuvre dans la clandestinité en imprimant des tracts et en éditant le journal résistant L'Étoile.
En août 1944, il est au premier plan de la libération de Marseille et, la même année, il produit avec son épouse Rosette les premiers numéros de La Marseillaise et de Rouge Midi. On le retrouve par la suite dans nombre de journaux régionaux communistes : Rouge Midi, Midi soir puis La Marseillaise.

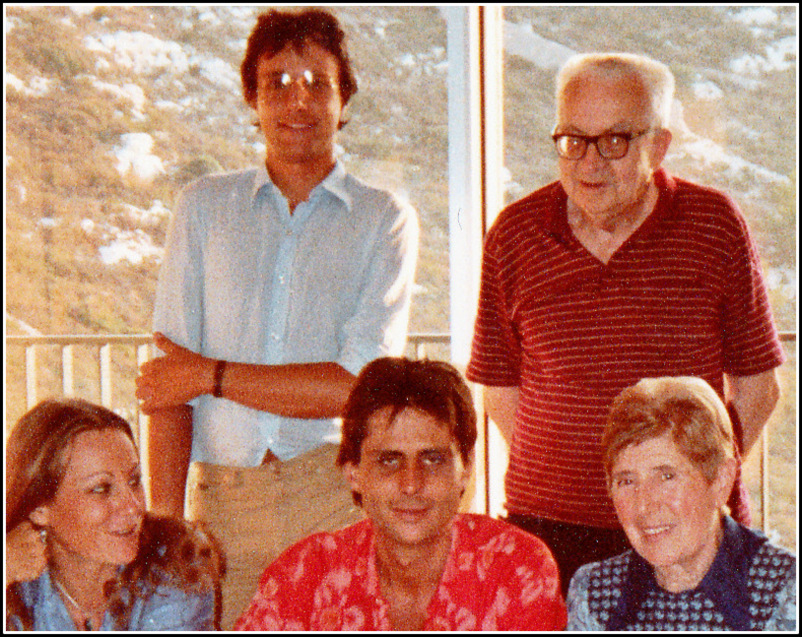
André Remacle en 1992 avec de d à g : son épouse Rosette née Agostini, Dominique Oriata Tron dont il fit le premier publier la poésie et jouer le théâtre, à Marseille, le mime Freddy et Christine Imbert Tron

Parallèlement à ses activités de journaliste, il publie des romans qui ont tous pour cadre la région marseillaise et des recueils de poésie. Son roman Le Temps de vivre, qui obtient en 1966 le Prix du roman populiste, est porté à l'écran par Bernard Paul sous le titre homonyme Le Temps de vivre. Marina Vlady et Frédéric de Pasquale en sont les principaux interprètes tandis que Georges Moustaki en compose la BO dont la chanson Le Temps de vivre. Film et chanson obtiennent un beau succès lors de leur sortie en 1969.

### Romans
- Une femme enveloppée de soleil, Les Éditeurs français réunis, Paris (1963)
- Une faim de loup, Éditions du Scorpion
- Le Temps de vivre, Les Éditeurs Français Réunis, Paris, 1965 et Éditions Temps Actuel/Scandéditions, 1985  (ISBN 2201015619). Adaptation cinématographique sous le titre homonyme en 1969
- Prenez Caravelle, Les Éditeurs Français Réunis (1968)
- La Calanque de Maldormé, Les Éditeurs Français Réunis (1971)
- La Rue des trois soleils, Les Éditeurs Français Réunis (1975)
- Marseille à cœur ouvert, Éditions Duculot
- La Légende de Kamaz, témoignages sur l'URSS (1977)
- T'occupe pas, tu creuses, chroniques de Fos, Les Éditeurs Français Réunis (1979)
- La Cité des chiens, Messidor (1986)
- Nouvelles du Sud, Éditions Autres Temps (1996)

### Poésie
- Le Vent d'Octobre, Éditions Le Créneau
- Le Chant des peuples, recueil de poèmes, Éditions Seghers
- Arc en ciel, recueil, Édition Le Temps parallèle (1978)
- Le Tracé bleu, recueil, Sud, 1988
- La Pêche aux vers, Éditions Autres Temps (1995)

### Sur son œuvre
- Pierre Gamarra, « Les Livres Nouveaux » in Europe, no 519-521, 1972, p. 273-274 (recension de La Calanque de Maldormé).